# 长蕊柳
长蕊柳（学名：Salix longistamina）是杨柳科柳属的植物，是中国的特有植物。分布于中国大陆的西藏等地，生长于海拔3,680米的地区，多生在小溪边或山坡，目前尚未由人工引种栽培。

## 异名
- Salix longistamina C. Wang et P. Y. Fu var. glabra Y. L. Chou